# 알쇼알라 FC
알쇼알라(아랍어: نادي الشعلة)은 사우디아라비아에 위치한 알카르즈를 연고로 하는 축구팀이다. 이 팀은 1963년에 창단하였다.

## 선수 명단

### 현역
참고: FIFA 자격 규정에 따라 소속된 국가대표팀 국기를 표시합니다. 선수는 복수의 FIFA 비회원국 국적을 가지고 있을 수 있습니다.
| 번호 | 포지션 | 국적   | 이름              |
| ---- | ------ | ------ | ----------------- |
| 17   | MF     | 튀니지 | 모하메드 아우이치 |

| 번호 | 포지션 | 국적 | 이름 |
| ---- | ------ | ---- | ---- |